# Азрієль Гільдесгаймер
Азрієль (Ізраїль[джерело?]) Гільдесгаймер (нім. Azriel (Esriel, Israel) Hildesheimer, івр. עזריאל הילדסהיימר) (1820, Гальберштадт, Королівство Пруссія — 1889, Берлін, Німецька імперія) — рабин, доктор філософії, один із засновників ортодоксального модернізму в юдаїзмі, заснував Берлінську рабинську семінарію.

## Історична обстановка
У XVIII столітті на тлі доби Просвітництва у середовищі німецьких євреїв виник рух Гаскала (Єврейська просвіта), розпочатий Мойсеєм Мендельсоном. Доволі швидко з'ясувалось, що на практиці прагнення набути європейської культури та інтегруватись у суспільстві приводить багатьох євреїв до повної асиміляції, а іноді й переходу у християнство. Найближчий учень Мендельсона Давид Фрідлендер здійснив спробу перейти у християнство, відмовившись, однак, від деяких його догматів. Цю спробу було відкинуто лютеранською церквою. Реально хрестились кілька дітей самого Мендельсона.
Багато рабинів виступали проти Гаскали і намагались її зупинити. Твори Мендельсона були заборонені, наприклад, автором «Нода бе-Єгуда» рабе Єхезкелем Ландау, а рабе Пінхас Горовіц із Франкфурта навіть схвалював їхнє спалювання.
Проте опанування європейської культури ставало поступово все масовішим, з'являлись і євреї, які, як і сам Мендельсон, продовжували додержуватись Тори, попри європейські знання. Поступово зароджувалось уявлення про необхідність деякого поєднання. Так, рабе Шмуель Ландау, син рабе Єхезкеля Ландау, казав про Тору ве дерех ерец — суміщенні двох видів освіти. Аж ось, у 1795 році дехто Цві Гірш Кацлін, відданий традиційному юдаїзму філантроп і бізнесмен, пожертвував десять тисяч талерів на створення школи нового типу в Гальберштадті, у 1796 році школа «Хашарат Цві» відкрилась. До 1825 року вона була вже провідною школою в місті, а ще за два роки, у 1827 році, школа відчинила двері та для дівчат. Ймовірно, це була перша єврейська ортодоксальна школа, де могли навчатись дівчата. Викладання велось німецькою, до програми школи входили такі єврейські дисципліни, як Танах (єврейська Біблія) з традиційними коментарями, Талмуд, а також світські предмети, які дозволяли вступити до гімназії. Особливо здібні вивчали також французьку й латину.

## Біографія

### Ранні роки
Азрієль Гільдесгаймер народився в родині спадкових рабинів у 1820 році в Гальберштадті, який з 1815 року належав до Пруссії. Батько майбутнього рабе Азрієля, рабин Мозес Галія, навчався у рабе Пінхаса Горовіца, у якого навчався і Хатам Софер.. Як зазначено вище, і рабе П. Горовіц, і багато інших рабинів категорично забороняли вивчення світських предметів у надії зупинити рух Єврейської просвіти (Гаскала).
З усім тим, через мінливу культурну та громадську обстанову можна оцінити рішення рабе Мойсея Галія віддати свого сина Азрієля в «Хашарат Цві» всупереч позиції свого рабина П. Горовіца. Батько помер, коли Азрієлю було дванадцять років, і виховання продовжив старший брат Авраам. Коли Азрієлю виповнилось 17, брат відправив його навчатись до єшиви.

### Єшива та університет
Як єшива була обрана єшива в Альтоні під керівництвом рабе Якова Еттлінгера (1798—1871). Альтона до самого 1864 року належала Данії, нині вона є частиною Гамбурга. Хоча єшива займалась тільки єврейськими предметами, раб Еттлінгер проводив заняття німецькою, а сам проходив курс у німецькому університеті. У тій самій єшиві навчався і рабин Шимшон Рафаель Гірш. Тим самим, рабе Еттлінгер через двох своїх видатних учнів чинив величезний вплив на розвиток юдаїзму у другій половині XIX століття. У пізніші роки він підтримував ідею створення рабинської семінарії. Рабе Гільдесгаймер навчався в єшиві надзвичайно інтенсивно та зберіг на довгі роки до самої смерті свого вчителя теплі відносини з ним за типом видатний рабе — улюблений учень. В останні роки в єшиві рабе Еттлінгер надав своєму учню дозвіл слухати лекції з філософії рабе Ісака Бернайса (відомий як Хахам Бернайс). Останній був головним рабином Гамбурга та провів у 1822 році реформу традиційних шкіл «Талмуд-тора», включивши такі предмети, як німецька мова, географія, природознавство та історія. Він також був першим ортодоксальним рабином у Німеччині, що виступав німецькою.
Під впливом своїх вчителів молодий рабин Азрієль Гільдесгаймер отримав 1840 року диплом гімназії у рідному місті та вступає до Берлінського університету, у 1842 році переходить до Університету в Галле. Вивчав семітські мови, філософію, історію. Серед викладачів — Вільгельм Гезеніус (1786—1842), автор граматики івриту, яка зберегла наукове значення донині. 1844 року у тому ж Університеті Галле-Віттенберга здобув ступінь доктора філософії і став одним з небагатьох рабинів — власників вченого звання. Рукопис дисертації зник, але за статтями Гільдесгаймера в наукових журналах можна зрозуміти, що темою дисертації під назвою «Про правильну інтерпретацію Біблії» було дослідження Септуагінти.
Опанування європейської культури не зводилось до наукових ступенів. За свідченням дочки Естер, Гільдесгаймер любив німецьку літературу та класичну музику, співав з домашніми класичних німецьких пісень (Lieder); апофеозом завжди була пісня Роберта Шумана «Два гренадери» на слова Генріха Гейне. Німецька була для Гільдесгаймера рідною, одягався рабин по-європейському, що іноді спричиняло роздратування колег-рабинів.

### Початок рабинської діяльності
Після завершення навчання він повернувся в Гальберштадт у 1846 році й уклав шлюб з Генрієттою Гірш, дівчиною з заможної родини. Гільдесгаймер вже мав репутацію блискучого талмудиста, що показує, наприклад, запрошення у 1851 році від рабина Катава Софера, сина вищезгаданого рабина Хатама Софера, зайняти пост другого рабина в Пресбурзі; цю пропозицію Гільдесгаймер відхилив. У рідному місті він успадкував посаду померлого брата — секретар громади.
У 1847 році в Гальберштадті розгорнулись події, які показали, що Гільдесгаймер гарно орієнтується в сучасному йому суспільстві. Було прийнято закон, що євреї можуть звернутись до влади з проханням відокремитись від громади. На той час цей закон слугував інтересам групи євреїв-реформістів, які й звернулись до влади з проханням про відокремлення від традиційної громади. Місцевий рабин Левіан, який розмовляв тільки їдишем, уродженець Польщі, діяв за класичними зразками. Він звинуватив групу, що відкололась, у намірах хреститись або бути гіршими за вихрестів, а саме ухилитись від покладеного на всю громаду тягаря вигнання. Гільдесгаймер зрозумів, що справа зовсім не у хрещенні, а у бажанні інтегруватись у суспільстві, зокрема, шляхом спрощення культу, що, він вважав, було результатом впливу Людвіга Філіпсона (Ludwig Philippson), відомого реформіста. Відповідно до цього він написав до влади петицію зовсім іншого сенсу, німецькою, без інвектив і без ідеї релігійного примусу. Він вказав на давню історію самоврядування громади, запропонував їй діяти й надалі, а дії вигнанців пояснив прагненням не сплачувати громадський податок. Звинувачення було не в єресі, а у спробі відокремитись від громади, й петиція мала успіх.
Наступним викликом стала участь у конференції в Магдебурзі. Там Гільдесгаймер і його шурин Йозеф Гірш склали опозицію Філіпсону, який запропонував створити окремі синагогальні громади зі свободою вносити зміни до служби. Гільдесгаймер та інші ортодокси залишили конференцію перед голосуванням. Гільдесгаймер написав потім статті, де аргументовано розкрив процедурні порушення конференції. Ці події принесли Гільдесгаймеру репутацію захисника ортодоксії. Невдовзі після цього, а саме 1851 року, надійшло запрошення зайняти рабинську посаду в Айзенштадті в Австрії (на той час Угорщина).

### Глава єшиви в Угорщині
Громада Айзенштадта налічувала близько 150 родин, здебільшого — ортодоксальних євреїв, хоч були й неологи, як реформісти йменували себе в Угорщині. Консервативніші елементи заперечували проти запрошення Гільдесгаймера через світську освіту останнього. Перемогла друга частина, яка вбачала в цьому, навпаки, перевагу. Сам Гільдесгаймер писав у той час, що «ортодоксію може врятувати тільки рабин, який тримає Тору в одній руці, а потреби сучасності — в іншій.» Посада рабина була вакантною одинадцять років, і ось тепер громада запросила Гільдесгаймера й погодилась утримувати також десятьох учнів майбутньої єшиви. Так рабе Азрієль став не тільки рабином міста, але і главою єшиви.
Він вирішив, у згоді з лідерами громади, що єшива буде сполучати традиційні єврейські предмети зі світськими, а викладання буде вестись державною мовою. Так Гільдесгаймер створив 1851 року першу єшиву нового зразка. Сам Гільдесгаймер давав по 35-40 уроків на тиждень: німецька, література, історія, математика, а головне — Талмуд для прогресивних учнів. В учнів тиждень складався з 51-53 годин, з розкладу видно, що Тора була головним предметом: 35 годин відводилось під єврейські заняття (30 — Талмуд і кодекси, 2-3 — Танах, 2-3 — граматика івриту), решта часу розподілялась так: п'ять годин на математику, 3 години на німецьку, 2-3 години на латину, 2 — на угорську, по одній годині на давньогрецьку, географію, історію та природознавство. Було створено івритський клуб і використання івриту у розмові заохочувалось.
Успішний початок було затьмарено доносом деяких ультраортодоксів владі, в якому йшлося, що єшива приховує в собі небезпеку революції для юдаїзму та влади. Єшиву було закрито, але тільки на 24 години. Єшива мала успіх, у 1858 році в ній було 39 учнів; у 1868 — 115 учнів з усієї Європи, а один — навіть з Америки; у 1869 році, останньому році Гільдесгаймера в Угорщині, — 134, й поступалась вона тільки єшиві рабе Софера у Пресбурзі. За задумом Гільдесгаймера, єшива готувала захисників ортодоксії, але таких, яких будуть поважати і противники. Ультраортодокси не прийняли, однак, нову єшиву, де вивчали світські предмети. Відомий угорський рабин Аківа Йозеф Шлезінгер (he:עקיבא יוסף שלזינגר) наклав на Гільдесгаймера херем (відлучення), а його тесть Гіллель Ліхтенштейн называв Гільдесгаймера лицеміром та брехуном і навіть порівняв зі «свинею, яка показує роздвоєні копита». Гільдесгаймер, у свою чергу, оголосив хасидизм забобонним і неавтентичним юдаїзмом.

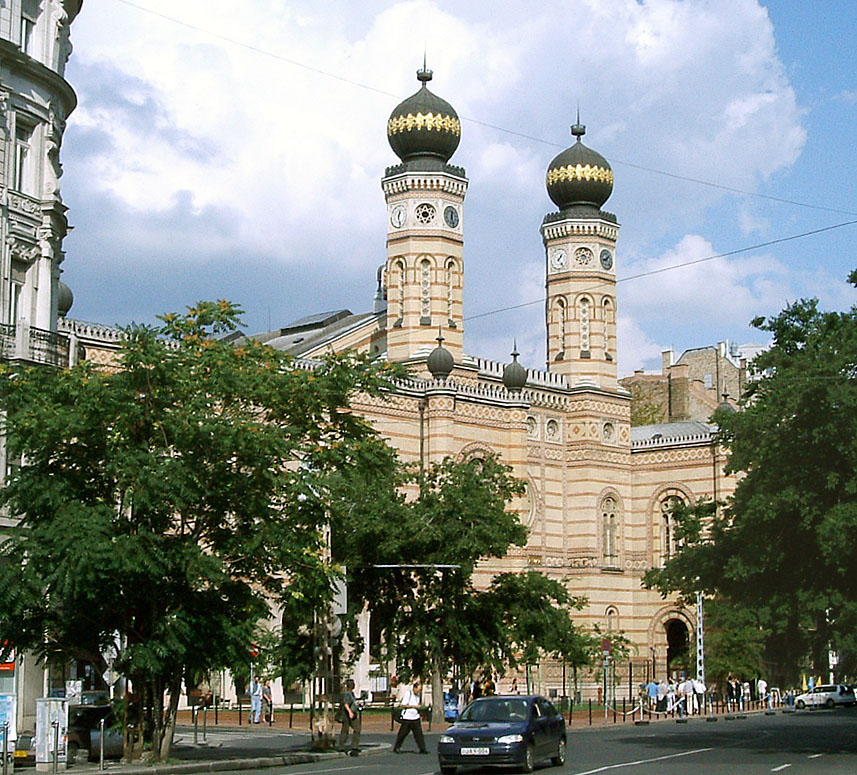
Неологічна (реформістська) синагога в Будапешті, одна з найбільших у Європі

Попри нововведення, а може саме завдяки ним, Гільдесгаймера різко критикували й неологи-реформісти. Судячи з усього, вони боялись, що нова форма ортодоксії виявиться привабливою для євреїв, які тільки нещодавно відійшли від заповідей Тори на користь сучасності. «Чума неоортодоксії» — писали антиортодоксальні єврейські газети, особливо реформістський орган «Бен Хананія». Нападки зачіпали і Гільдесгаймера як вченого, оскільки він, бувши ортодоксом, не міг, на думку реформістів, проводити об'єктивні наукові дослідження.
Невдовзі стало ясно, що погляди Гільдесгаймера сильно відрізняються від поглядів основної маси угорських рабинів. Спочатку він зажадав відкликати свій підпис, який поставили без його відому 1865 року під петицією 120 рабинів до імператора проти створення рабинської семінарії. Навпаки, Гільдесгаймер був за створення семінарії та за ведення проти неологів, як він висловився, «позитивної війни». Історія набула значного розголосу, і навіть друзі радили не виступати проти всіх.
Наступний епізод пов'язаний із рабинською конференцією 1866 року в Міхаловиці. 77 рабинів прийняли резолюцію про запобігання поширенню реформізму, зокрема, заборонялось вимовляти проповіді неєврейською мовою. Щобільше, вимагалось негайно залишити синагогу, якщо хтось починав виступати неєврейською мовою. Серед інших постанов заборонялось вводити в синагозі будь-які нововведення. Гільдесгаймер вирішив проігнорувати конференцію й потім виступив із критикою її рішень, особливо проти заборону на мову, яка використовувалась з успіхом і Еттлінгером, і Бернайсом, і самим Гільдесгаймером. З точки зору останнього ортодоксальні рабини зайняли непродуктивну негативну позицію, «весь час кажучи „ні“».
Значні події для угорського єврейства відбулись у 1868–1869 роках. Ортодокси Будапешта опинились у меншості та звернулись до міністра культури з проханням створити орган, який завідуватиме справами у масштабі Угорщини. Вони сподівались опинитись у цьому органі в більшості. Для підготовки до з'їзду євреїв Угорщини 200 ортодоксальних рабинів зібрались у Пешті. Там Гільдесгаймер побачив, що вони готові ухвалити рішення проти використання неєврейських мов у єшивах та проти створення семінарії, після чого залишив конференцію. На самому з'їзді, що проходив з 14 грудня 1868 до 23 лютого 1869 року, Гільдесгаймер висунув помірковану програму, яка, як він сподівався, буде прийнятною і для неологів, і для ортодоксів. Всі його пропозиції були, однак, відкинуті з'їздом, їх підтримала тільки мала група учасників. З'їзд завершився розколом та поклав край єдиній громаді євреїв Угорщини.
Невдовзі після цих подій Гільдесгаймер пристав на пропозицію очолити ортодоксальну громаду в Берліні. Надалі в Німеччині Гільдесгаймер і сам закликав до сепаратизму. Перед самим від'їздом Гільдесгаймера до Берліна з ним радився один з його головних опонентів, автор кодексу «Кіцур Шулхан Арух» рабин Шломо Ганцфрід. Мова йшла про суперечності в громаді, де частина членів заявила про недовіру до рабина без сучасної освіти. Сенс відповіді Гільдесгаймера зводився до того, що єдина громада більше неможлива незалежно від освіти рабина.
В угорський період 1864 року до рабе Гільдесгаймера звернулись з питання про ефіопську громаду, і він підтвердив їхнє єврейство.

### Духовний лідер у Берліні

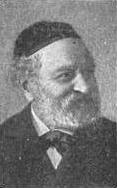

В Берліні у 1860-х роках проживало близько 40 тисяч євреїв — у п'ять разів більше, ніж за студентських часів Гільдесгаймера. Це була найбільша єврейська громада Німеччини. У 1864 році помер рабин, і розгорнулась боротьба за спадщину. Реформісти провели свого кандидата, проте ортодокси зажадали призначити іншого рабина, ортодоксального. Рада поставила питання на голосування 1868 року, і реформісти перемогли з незначною перевагою у 150 голосів. Всі наступні спроби ортодоксів отримати собі рабина були заблоковані радою громади. Голова ради навіть заявив, що ортодоксія практично зникла з Берліна. У 1869 році ортодокси вирішили створити релігійне товариство і звернулись до Гільдесгаймера з проханням очолити й відновити ортодоксальне життя. Вони вже запрошували рабе Азрієля очолити школу й раніше, у 1867 році, але тільки після вищезгаданого угорського з'їзду й переконаний, що й на новому місці він зможе реалізовувати своє покликання педагога, Гільдесгаймер відповів згодою. Гільдесгаймер прибув до Берліна 2 вересня 1869 року й постав на чолі новоствореної ортодоксальної громади «Адас Ісраель» (івр. עדת ישראל), яка існує донині.
Свою діяльність він почав зі створення єврейської школи для додаткових занять. В цьому місці хлопчики й дівчата спільно вивчали Тору й молитовник. Всі вивчали іврит, потім хлопчики переходили до ранніх Пророків, Псалмів та книги Іова, а також готувались до читання Тори в церемонії бар-міцви. Дівчата займались книгою Притч та «Вченнями Отців». Хлопчики вивчали також галаху (практичний закон); з найталановитішими Гільдесгаймер сам займався Талмудом і кодексом «Шулхан Арух» сім годин щодня. У листах Гільдесгаймера збереглось пояснення, чому в новий час навчання дівчат необхідне.

## Берлінська семінарія
Інша та найважливіша справа — створення рабинської семінарії. Одразу після прибуття рабе Азрієль здійснив спробу реорганізувати існуючий бейт-мідраш («дім навчання»), розширити його програму. Адміністрація почала чинити перепони, і рабин перейшов до інших методів роботи. У травні 1872 року він звернувся до десяти відомих багатих євреїв і попрохав підтримки у створенні нової семінарії, яка буде готувати рабинів. У цей момент в Берліні з'явився конкурент — Вища школа єврейської науки про юдаїзм (нім. Hochschule für die Wissenschaft des Judentums), яку очолював відомий реформіст і семітолог Авраам Ґайґер. В очах Гільдесгаймера Вища школа являла велику небезпеку, оскільки вчила сумніватись у Божественному походженні прийнятого тексту Тори. Те, що у викладацькому складі були ортодоксальні євреї, нічого, на його думку, не змінювало і навіть робило Вищу школу ще небезпечнішою. Аналогічні доводи Гільдесгаймер наводив і проти семінарії у Бреслау, школи ж у Вюрцбургу й Дюссельдорфі надто слабкі академічно. Агітація мала наслідком комітет зі створення семінарії. Гільдесгаймер оголосив майбутніх професорів: Яків Барт, Авраам Берлінер та Давид Цві Гоффман, та 22 вересня 1873 року Берлінська рабинська семінарія відкрила двері.

### Подальша діяльність
Основною діяльністю Гільдесгаймера було викладання в Семінарії, управління й турбота про неї. Гільдесгаймер був членом центральної ради допомоги й надав значну підтримку жертвам єврейських погромів у Росії, також збирав кошти на будівництво притулків у Палестині і сприяв заселенню Землі Ізраїлю (Ерец Ісраель). У 1870 році він заснував у Берліні газету «Юдіше прессе», яка підтримувала ідею переїзду в Палестину (івр. алія). У 1872 році заснував Палестинське товариство в Берліні для підвищення освітнього рівня євреїв Палестини й залучення їх до ремісницької праці, за що його знову піддали херему, тепер з боку керівництва Старого ішува Палестини. Спричинив невдоволення і дружнього до нього рабе Гірша за те, що був готовий більше повірити доповіді Авраама Ґайґера про становище в Палестині, ніж реляціям голів Старого ішува. Співпрацював із протосіоністською організацією Ховевей Ціон та рабином Цві-Гірш Калішером. Однак, попри симпатію до руху «Ховевей Ціон», Гільдесгаймер відхилив запрошення комітету взяти участь у конференції 6 листопада 1884 року в Катовицях. Як причину Гільдесгаймер зазначив заклопотаність і вік.

## Спадщина
Гільдесгаймер опублікував та дослідив нову версію книги «Алахот Гдолот», а також видав кілька власних творів, в тому числі й коментарі до деяких трактатів Талмуду, а також респонси. Написав багато статей та оповідань у періодичних виданнях. Досліджував і вказав на деякі помилки в Септуагінті. Сумарний внесок Гільдесгаймера в Талмуд та юдаїку є порівняно невеликим. Він не створив жодної серйозної філософії для обґрунтування своїх поглядів, цим займався більше рабе Гірш. Вплив Гільдесгаймера — передусім у практичних справах, особливо через семінарію. З роками слава про семінарію та її ректора поширилась далеко. Гільдесгаймеру доводилось попереджувати у європейському друку, щоб не приїжджали люди здалеку без гімназійного диплому — не можна прийняти, щоб не знижувати академічного рівня.

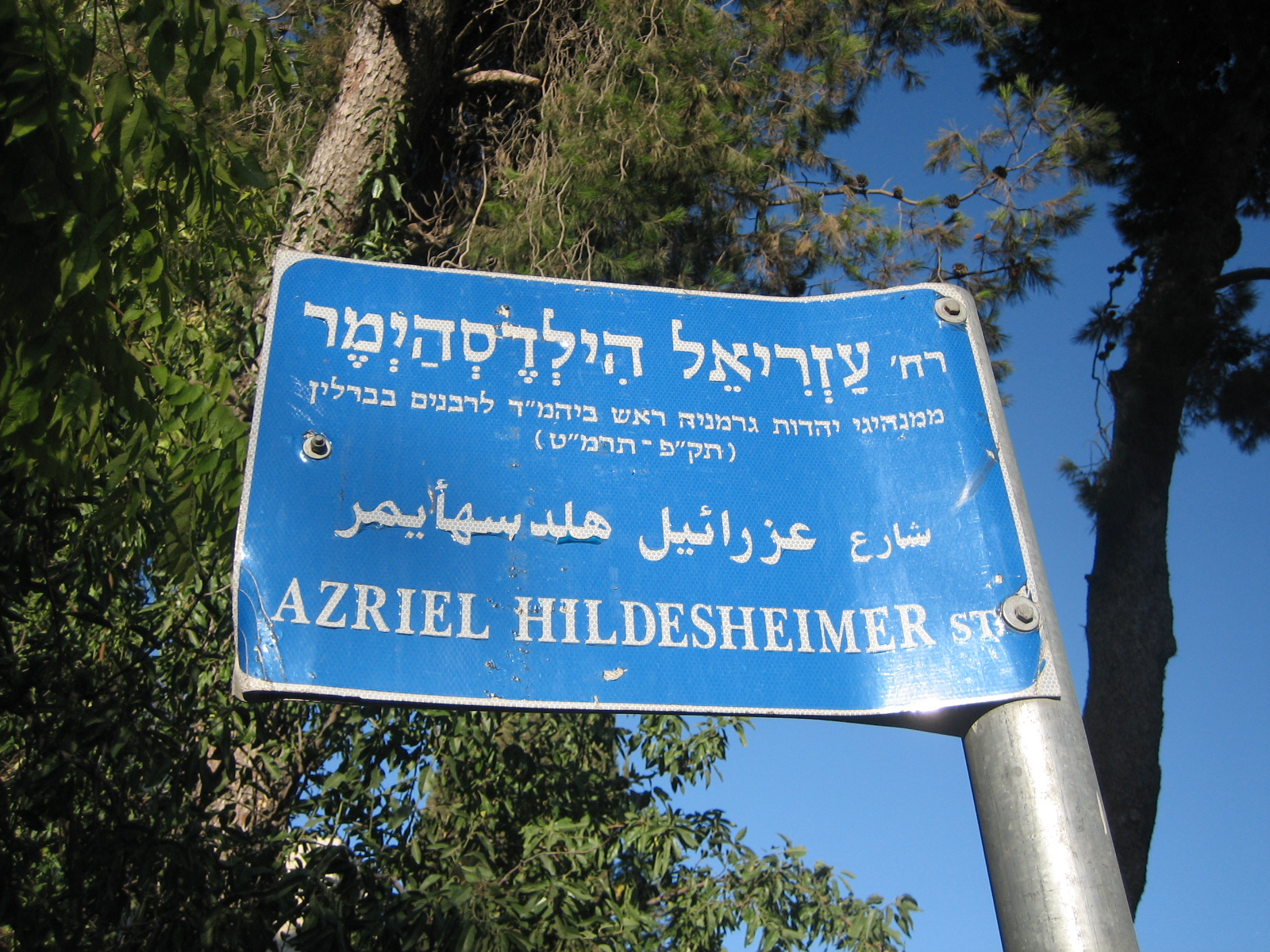
Вулиця Азрієля Гільдесгаймера в Єрусалимі. Напис пояснює, що він був одним з лідерів німецького єврейства, главою рабинської семінарії в Берліні

Гільдесгаймер мав високу працьовитість і сполучав високу звітність з організаторськими здібностями. Він також займав багато посад без винагороди. Помер 12 липня 1899 року й похований у Берліні, на цвинтарі громади, яку він очолював, Адас Ісраель, закритому у наш час для відвідувачів. Син Гірш був професором у семінарії, а інший син Меєр був її директором. Лідер руху «Мусар», рабе Ісраель Ліпкін із Саланта, високо цінував діяльність семінарії й підтримував теплі стосунки з Гільдесгаймером. Гільдесгаймера також надзвичайно високо оцінював головний спеціаліст з Галахи у Східній Європі, рабе Іцхак Елханан Спектор: «Бог милостиво дав нам генія та праведника, славного ребе Єзрееля Гільдесгаймера для збільшення слави єшиви його, дерева життя й плода рук його». Згодом у США було створено Семінарію імені рабе Іцхака Елханана Спектора, на базі якої виник Єшива-університет, а за його зразком — Бар-Іланський університет в Ізраїлі.
В Єрусалимі у старовинному районі Рехавія є вулиця, названа на честь Азрієля Гільдесгаймера; є така вулиця і в Тель-Авіві. На його ж честь названо мошав у центральній частині Ізраїля.